# Tess of the Storm Country
Tess of the Storm Country er en amerikansk stumfilm fra 1914.

## Medvirkende
- Mary Pickford som Tessibel Skinner.
- Harold Lockwood som Frederick Graves.
- Olive Carey som Teola Graves.
- David Hartford som Daddy Skinner.
- Louise Dunlap som Moll.